# Hyloxalus lehmanni
Espèce
Synonymes
- Colostethus lehmanni Silverstone, 1971

Statut de conservation UICN

 NT  : Quasi menacé
Hyloxalus lehmanni est une espèce d'amphibiens de la famille des Dendrobatidae.

## Répartition
Cette espèce se rencontre de 1 460 à 2 120 m d'altitude, :
- en Colombie du département d'Antioquia au département de Nariño dans les cordillères Occidentale et Centrale ;
- en Équateur de la province de Carchi à la province de Cotopaxi dans la cordillère Occidentale.

## Description
Les mâles mesurent de 15,4 à 20,0 mm et les femelles de 17,0 à 22,8 mm.

## Étymologie
Cette espèce est nommée en l'honneur de Federico Carlos Lehmann Valencia (1914-1974).

## Publication originale
- Silverstone, 1971 : Status of certain frogs of the genus Colostethus, with descriptions of new species. Natural History Museum of Los Angeles County, Science Bulletin, no 215, p. 1-8 (texte intégral).